# Patrice Kuchna
Patrice Kuchna est un joueur français de tennis, né le 10 mai 1963 à Denain (Nord).
Il a atteint les huitièmes de finale aux Internationaux de France en 1987.

## Biographie
En 1983, il remporte le tournoi de Kaduna et atteint une finale à Messine. En 1988, il est finaliste à Knokke.
Patrice Kuchna a participé à plusieurs Roland-Garros et est allé jusqu'en huitièmes de finale en 1987. Cette année-là, il entre avec une wild card en tant que 325e mondial et bat au premier tour le qualifié Glenn Michibata (6-3, 6-2, 7-6) puis un Andre Agassi débutant (6-4, 6-3, 6-3) et le modeste Jim Pugh (6-4, 6-2, 3-6, 6-2) qui avait auparavant éliminé Pat Cash (tête de série no 12) mais n'était pas très à l'aise sur terre battue. En huitièmes de finale, le no 5 mondial Miloslav Mečíř ne lui laisse que 4 jeux (6-0, 6-1, 6-3).
Plus tard, Patrice Kuchna se reconvertit comme entraîneur, formé par son père Stan Kuchna ; tous deux sont notamment les entraîneurs personnels d'Emmanuel Macron dans les années 2010.

## Parcours dans les tournois duGrand Chelem

### En simple
| Année | Open d'Australie | Open d'Australie | Internationaux de France | Internationaux de France | Wimbledon | Wimbledon | US Open | US Open |
| ----- | ---------------- | ---------------- | ------------------------ | ------------------------ | --------- | --------- | ------- | ------- |
| 1981  | —                | —                | 2e tour (1/32)           | J.-F. Caujolle           | —         | —         | —       | —       |
| 1982  | —                | —                | 2e tour (1/32)           | T. Šmíd                  | —         | —         | —       | —       |
| 1983  | —                | —                | 3e tour (1/16)           | E. Teltscher             | —         | —         | —       | —       |
| 1985  | —                | —                | 1er tour (1/64)          | J. Gunnarsson            | —         | —         | —       | —       |
| 1987  | —                | —                | 1/8 de finale            | M. Mečíř                 | —         | —         | —       | —       |
| 1988  | —                | —                | 1er tour (1/64)          | C. Bergström             | —         | —         | —       | —       |

N.B. : à droite du résultat se trouve le nom de l'ultime adversaire.